# Jeffrey John (prêtre)
Pour les articles homonymes, voir Jeffrey John.
Ne doit pas être confondu avec John Jeffrey.
Jeffrey Philip Hywel John (né le 10 février 1953) est un prêtre de l'Église d'Angleterre et le doyen actuel de St Albans (Angleterre). Il fait la une des journaux en 2003 lorsqu'il devient la première personne ouvertement homosexuelle nommée évêque de cette Église. 
Il a par la suite refusé le poste, en particulier à cause l'opposition à sa nomination exprimée par d'autres membres du clergé.
Il est alors nommé doyen de la Cathédrale Saint-Alban de St Albans.
En 2006, il contracte une union civile avec le révérend Grant Holmes, son compagnon depuis 30 ans.
Il est à nouveau proposé comme évêque en 2011 au diocèse de Southwark, mais le révérend Christopher Chessun est finalement choisi.